# مراقبة (طب)

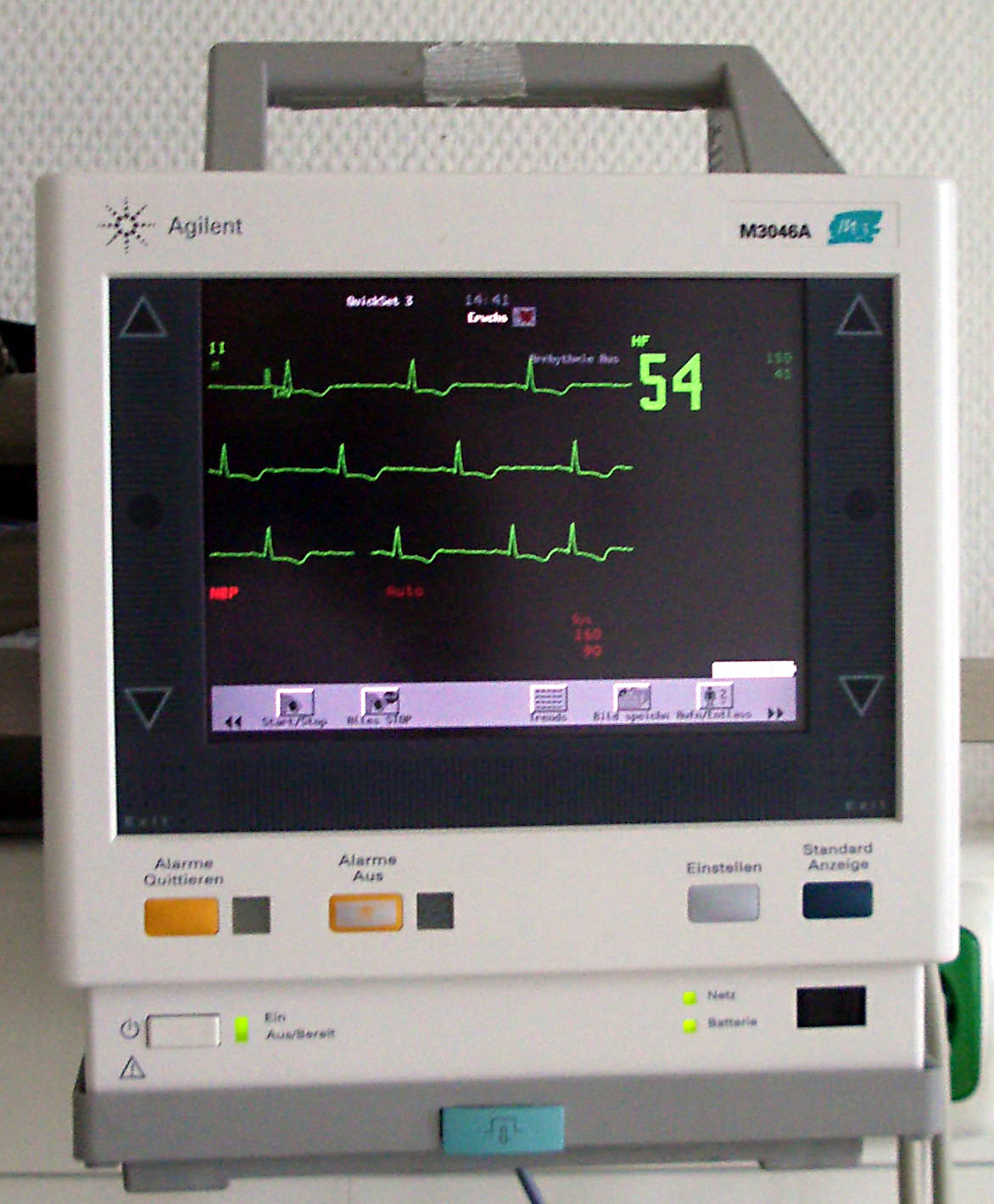

في الطب، المراقبة هي رصد مرض أو حالة أو واحد أو أكثر من المؤشرات الطبية بمرور الوقت.
يمكن إجراؤها عن طريق القياس المستمر لبعض المؤشرات باستخدام جهاز مراقبة طبي (مثلًا عن طريق القياس المستمر للعلامات الحيوية بواسطة جهاز مراقبة بجانب السرير)، و/أو عن طريق إجراء اختبارات طبية بشكل متكرر (مثل مراقبة مستوى الجلوكوز في الدم باستخدام جهاز قياس السكر لدى الأشخاص المصابين بالداء السكري).
يُعرف نقل البيانات من جهاز عرض إلى محطة مراقبة بعيدة باسم القياس عن بُعد أو القياس الحيوي عن بُعد.

## التصنيف حسب المؤشر الهدف
يمكن تصنيف المراقبة حسب الهدف المعني، بما في ذلك:
- المراقبة القلبية، والتي تشير بشكل عام إلى تخطيط القلب الكهربائي المستمر مع تقييم حالة المرضى بالنسبة للنظم القلبي. يُعرف جهاز مراقبة صغير يرتديه مريض متحرك بهدف مراقبة حالته أثناء تجواله باسم جهاز هولتر. يمكن أن تتضمن مراقبة القلب أيضًا مراقبة نتاج القلب من خلال قسطرة سوان غانز الغازية.
- المراقبة الهيموديناميكية، مراقبة ضغط الدم وتدفق الدم داخل جهاز الدوران. يمكن قياس ضغط الدم إما بشكل باضع من خلال مجموعة محوّلة للإشارة مُدرجة ضمن الشريان لقياس ضغط دم، أو بشكل غير باضع عن طريق جهاز ضغط ذو كُم قابل للنفخ.
- المراقبة التنفسية، مثل:
  - قياس التأكسج النبضي الذي يتضمن قياس النسبة المئوية المشبعة من الأكسجين في الدم، ويشار إليه باسم إس بّي آو2 (SpO2)، ويقاس بجهاز يُوضع حول الإصبع يعمل بالأشعة تحت الحمراء
  - تخطيط ثاني أكسيد الكربون (كابنوغرافي)، الذي يتضمن قياسات غاز ثاني أكسيد الكربون، يشار إليه باسم إي تي سي آو 2 (EtCO2) أو تركيز ثاني أكسيد الكربون في نهاية الزفير. معدل التنفس المُراقب على هذا النحو يسمى إيه دبليو آر آر أو معدل التنفس في مجرى الهواء.
  - مراقبة معدل التنفس من خلال حزام صدري محول للإشارة، أو من مسرى لجهاز تخطيط القلب الكهربائي أو عن طريق الكابنوغرافي
- المراقبة العصبية، مثل الضغط داخل الجمجمة. أيضًا، هناك جهازي مراقبة متخصصين يتضمنون مراقبة موجات الدماغ (تخطيط كهربية الدماغ)، وتركيزات الغاز المخدِّر، ومؤشر ثنائي الطيف (بي آي إس)، وما إلى ذلك. عادة تُدمج في أجهزة التخدير. في وحدات العناية المركزة للجراحة العصبية، تتمتع أجهزة مراقبة الدماغ إي إي جي بقدرة أكبر متعددة المساري ويمكنها مراقبة الأحداث الفسيولوجية الأخرى أيضًا.
- مراقبة جلوكوز الدم
- مراقبة الولادة
- مراقبة درجة حرارة الجسم من خلال وسادة لاصقة تحتوي على محول كهربائي حراري.
- مراقبة علاج السرطان من خلال الخلايا السرطانية المنتشرة.[1]

### المؤشرات الحيوية
يمكن أن تشمل مراقبة المؤشرات الحيوية العديد من تلك المذكورة أعلاه، وغالبًا ما تشمل على الأقل ضغط الدم ومعدل ضربات القلب، ويفضل أيضًا قياس التأكسج النبضي ومعدل التنفس. تُدمج بشكل عام الشاشات متعددة الوسائط التي تقيس وتعرض المؤشرات الحيوية ذات الصلة بشكل متزامن في الشاشات جانب السرير داخل وحدات العناية الحرجة، وآلات التخدير في غرف العمليات. تسمح بمراقبة مستمرة للمريض، مع إعلام الطاقم الطبي باستمرار بالتغيرات في الحالة العامة للمريض. يمكن لبعض أجهزة المراقبة حتى التحذير من حالات قلبية قاتلة قبل أن تُلاحظ العلامات بشكل مرئي من قبل الطاقم الطبي، مثل الرجفان الأذيني أو انقباض بطيني سابق لأوانه (بّي ڤي سي).